# Адді (Вашингтон)
Адді (англ. Addy) — переписна місцевість (CDP) в США, в окрузі Стівенс штату Вашингтон. Населення — 210 осіб (2020).

## Географія
Адді розташоване за координатами 48°21′32″ пн. ш. 117°50′14″ зх. д. / 48.35889° пн. ш. 117.83722° зх. д. (48.358908, -117.837185).  За даними Бюро перепису населення США в 2010 році переписна місцевість мала площу 0,91 км², уся площа — суходіл.

## Демографія
Згідно з переписом 2010 року, у переписній місцевості мешкало 268 осіб у 97 домогосподарствах у складі 65 родин. Густота населення становила 293 особи/км².  Було 111 помешкання (121/км²).
Расовий склад населення:
| - 83,6 % — білих - 5,6 % — корінних американців - 0,4 % — чорних або афроамериканців |

До двох чи більше рас належало 9,7 %. Частка іспаномовних становила 3,0 % від усіх жителів.
За віковим діапазоном населення розподілялося таким чином: 28,4 % — особи молодші 18 років, 61,9 % — особи у віці 18—64 років, 9,7 % — особи у віці 65 років та старші. Медіана віку мешканця становила 35,0 року. На 100 осіб жіночої статі у переписній місцевості припадало 111,0 чоловіків;  на 100 жінок у віці від 18 років та старших — 106,5 чоловіків також старших 18 років.
Цивільне працевлаштоване населення становило 24 особи. Основні галузі зайнятості: сільське господарство, лісництво, риболовля — 100,0 %.